# La Haye-Saint-Sylvestre
La Haye-Saint-Sylvestre är en kommun i departementet Eure i regionen Normandie i norra Frankrike. Kommunen ligger i kantonen Rugles som tillhör arrondissementet Évreux. År 2022 hade La Haye-Saint-Sylvestre 293 invånare.

## Befolkningsutveckling
Antalet invånare i kommunen La Haye-Saint-Sylvestre
Referens:INSEE